# درابيتسونا
درابيتسونا (Δραπετσώνα) هي مدينة في إقليم أتيكا في اليونان.
يبلغ عدد سكانها حوالي 13419 نسمة.